# Grand Junction Canal

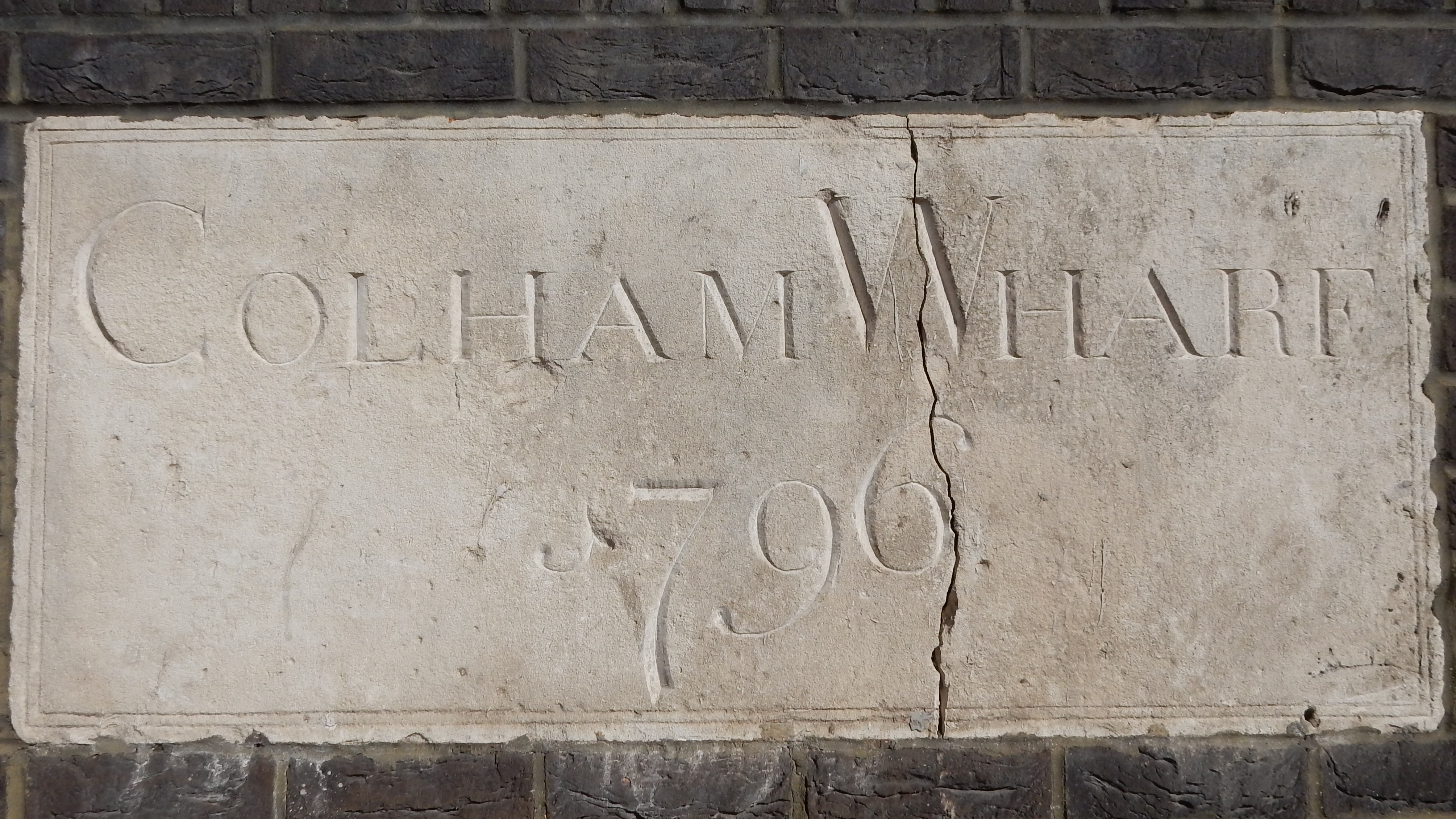
Grand junction canal

Le Grand Junction Canal est un canal d'Angleterre, construit entre 1793 et 1800 pour relier les canaux du nord de l'Angleterre à la Tamise.

## Histoire
La spéculation sur les canaux s'est accélérée sur la période 1791-1794, grâce à la constitution d'un réseau serré dans les régions de Manchester et Leeds. Mais ce secteur est toujours coupé de Londres, à l'exception d'un fragile lien fluvial, intermittent, qui ne permet pas une navigation régulière. En 1791–1792, des études préliminaires sont confiées à James Barnes et William Jessop. L'année suivante, le parlement autorise la société à lever 600 000 livres. 
Le Grand Junction Canal, qui a 20.000 actionnaires, pour une capitalisation d'un million de sterling lorsqu'il est coté en 1793, a pour vocation de relier ce réseau du nord de l'Angleterre à la Tamise. Le lien fluvial est assuré à partir de 1800, à l'exception d'un dernier petit passage qui doit s'effectuer par le train à travers des collines. 